# Ammobates muticus
Ammobates muticus is een vliesvleugelig insect uit de familie bijen en hommels (Apidae). De wetenschappelijke naam van de soort is voor het eerst geldig gepubliceerd in 1843 door Maximilian Spinola.
De soort werd in 1842 in Spanje verzameld door de Italiaan Victor Ghiliani.